# 吕金虎 (阿訇)
吕金虎（1938年—），男，回族，河南镇平人，中华人民共和国伊斯兰教人物，驻马店市驿城区清真寺阿訇，第十二届全国人民代表大会河南地区代表。

## 生平
2008年起担任全国人大代表。2013年，担任全国人大代表。2018年2月24日，当选为第十三届全国人大代表。